# Ferrari P
Les Ferrari P sont des voitures de Sport-prototypes des années 1960 et début 1970 engagées en championnat du monde des Sport-prototypes de 3 litres de cylindrée (du moins au début).
Bien qu'Enzo Ferrari résiste à la domination de Cooper en Formule 1, Ferrari commence à produire des voitures de courses à moteur central en 1960 avec la Formule 2 156 à moteur V6 Ferrari Dino, principe repris sur la Formule 1 victorieuse en 1961.
Les voitures de sport suivent en 1963. Bien qu'elles partagent leur dénomination, basée sur la cylindrée du moteur, avec des modèles routiers, elles en sont totalement différentes. Le premier moteur central-arrière sur une Ferrari de route apparaît sur la Ferrari Dino de 1967 et il faut attendre 1971 pour voir un moteur (12 cylindres à plat) Ferrari placé à l'arrière du conducteur avec la 365 GT4 BB.

## 250 P

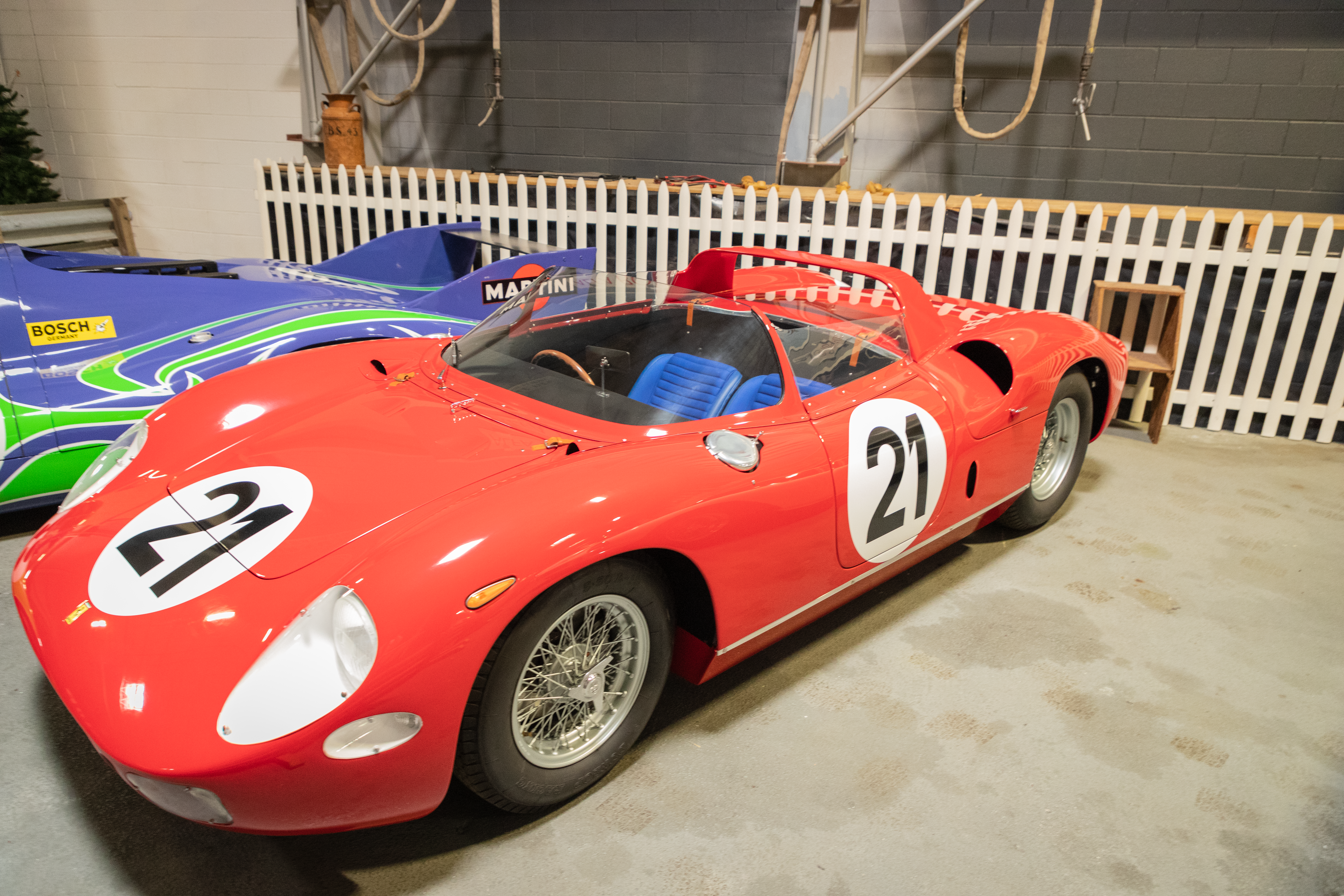
La Ferrari 250P, victorieuse de l'édition 1963.

La 250 P est un prototype de course produit en 1963, qui a gagné cette année-à les 12 Heures de Sebring, les 1 000 kilomètres du Nürburgring et les 24 Heures du Mans, ainsi que le Championnat du monde des voitures de sport (grâce à Ludovico Scarfiotti, Lorenzo Bandini, John Surtees et Willy Mairesse). Cette voiture est propulsée durant la saison par un moteur V12 de 3 L à simple arbre à cames, issu de la 250 Testa Rossa. Toujours en 1963, elle a encore des succès durant le Test du Mans préliminaire (Surtees, Parkes, Scarfiotti, Bandini et Mairesse) ainsi qu'au Grand Prix du Canada, à Mosport. En fin de saison, elle obtient des deuxième places aux Bahamas, lors des trophées du Gouverneur puis de Nassau.

### 250 LM

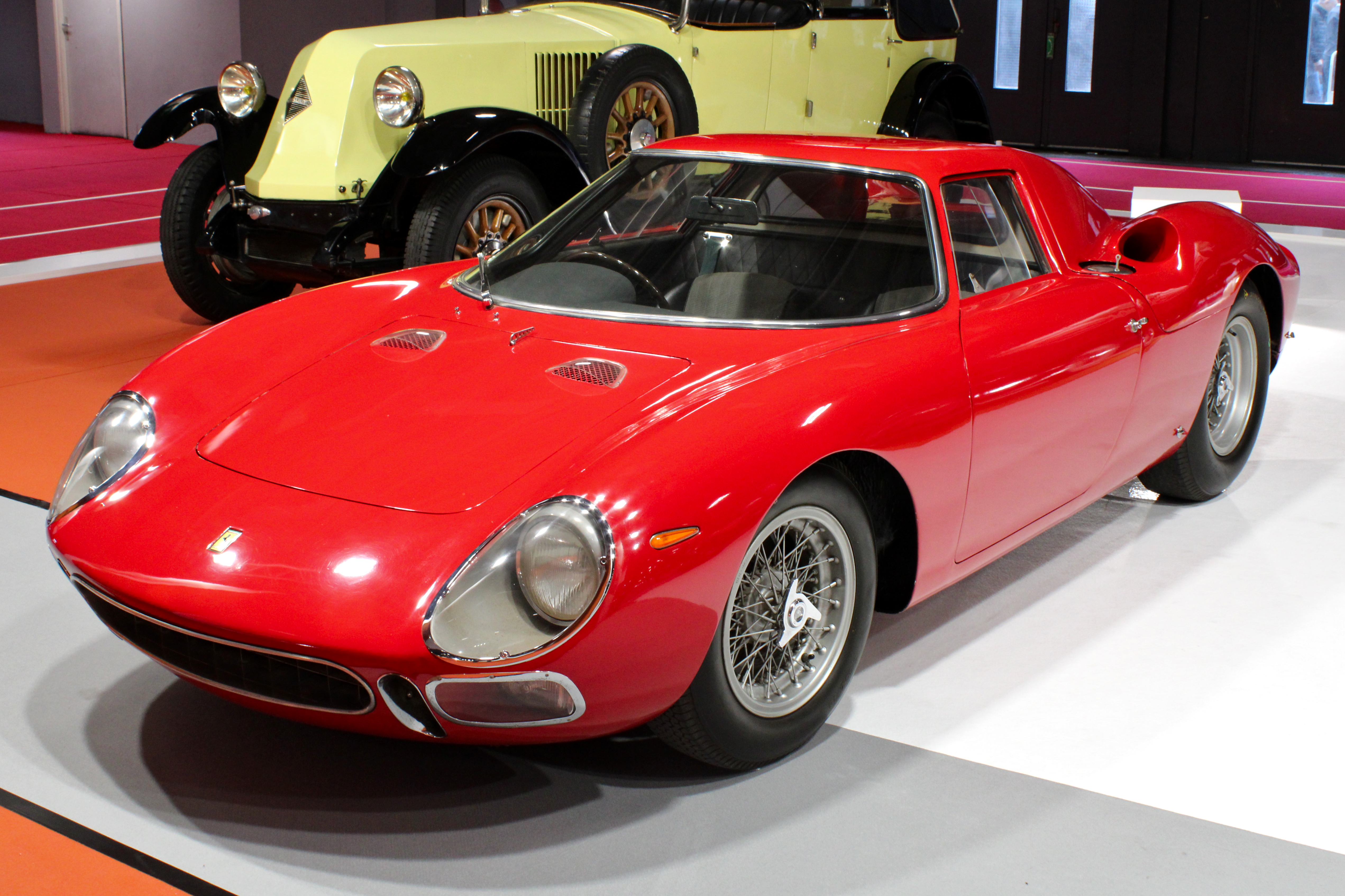
Ferrari 250 LM de 1965.

Les 250 P ont été adaptées pour les rendre commercialisables auprès des écuries privées et deviennent les 250 LM. Présentée à Paris en novembre 1963, la LM a beaucoup de  succès auprès d'écuries privées à travers le monde. Trente-deux modèles ont été construits en 1964 et 1965, propulsés par un moteur 3,3 L de 320 ch (sans changement de dénomination malgré l'augmentation de cylindrée). Une suspension à double triangle indépendante a été développée pour ce modèle, ainsi qu'une direction à pignon-crémaillère et quatre freins à disques.

### 275 P
Les 275 P et 330 P sont des évolutions de la 250 P avec des cylindrées de respectivement 3,3 L et 4 L. Ces voitures ont couru en 1963 et 1964.

## 330 P2
Une voiture nouvelle, la 330 P2, est produite en 1965. Elle est construite autour d'un châssis surbaissé plus léger et plus aérodynamique, propulsée par un moteur V12 de 410 ch dérivé de la 330. Elle remporte les 1 000 kilomètres du Nürburgring  1965 avec Surtees et Scarfiotti un mois après avoir terminé deuxième des 24 Heures de Spa avec le même équipage. Elle est aussi engagée la même année pour la première fois en course par le North American Racing Team (NART) de Luigi Chinetti, lors des 24 Heures de Daytona. Certaines voitures du NART ont également utilisé un moteur de 4,4 L, et ont été appelées alors 365 P2. La P2 n'est pas une grande réussite pour Ferrari, et elle est remplacée par la P3 en 1966.

## 330 P3

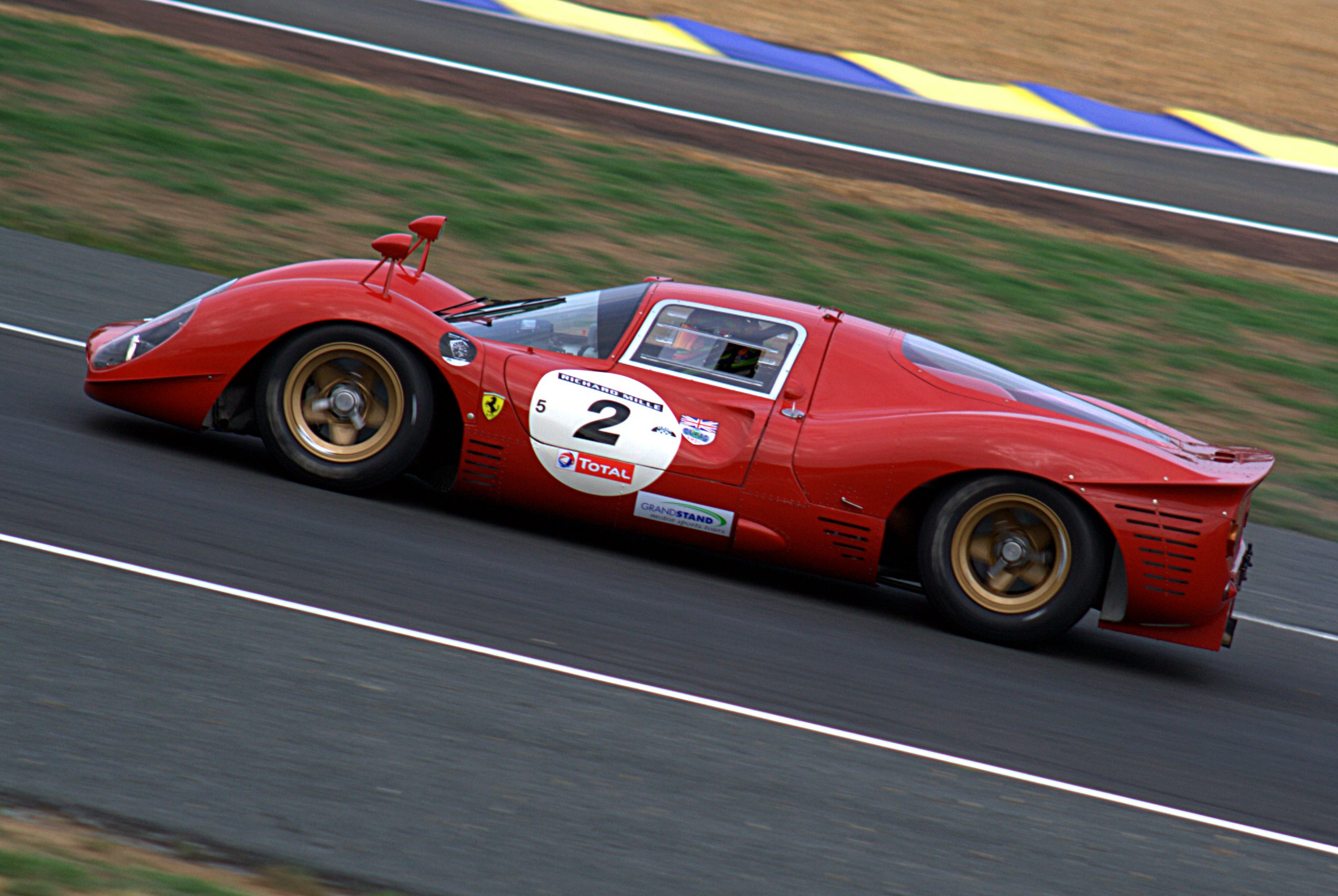
Ferrari 330 P3.

La 330 P3 de 1966 introduit l'injection dans les moteurs Ferrari. Elle utilise une transmission P3 (Type 593) peu fiable et est remplacée par une transmission ZF quand les P3 numéros de châssis 0844 et 0848 ont été convertis en 412 P, le temps d'une saison quand les transmissions ZF seront remplacées par des transmissions 603R P4 sur toutes les 412 P.

## 365 P2

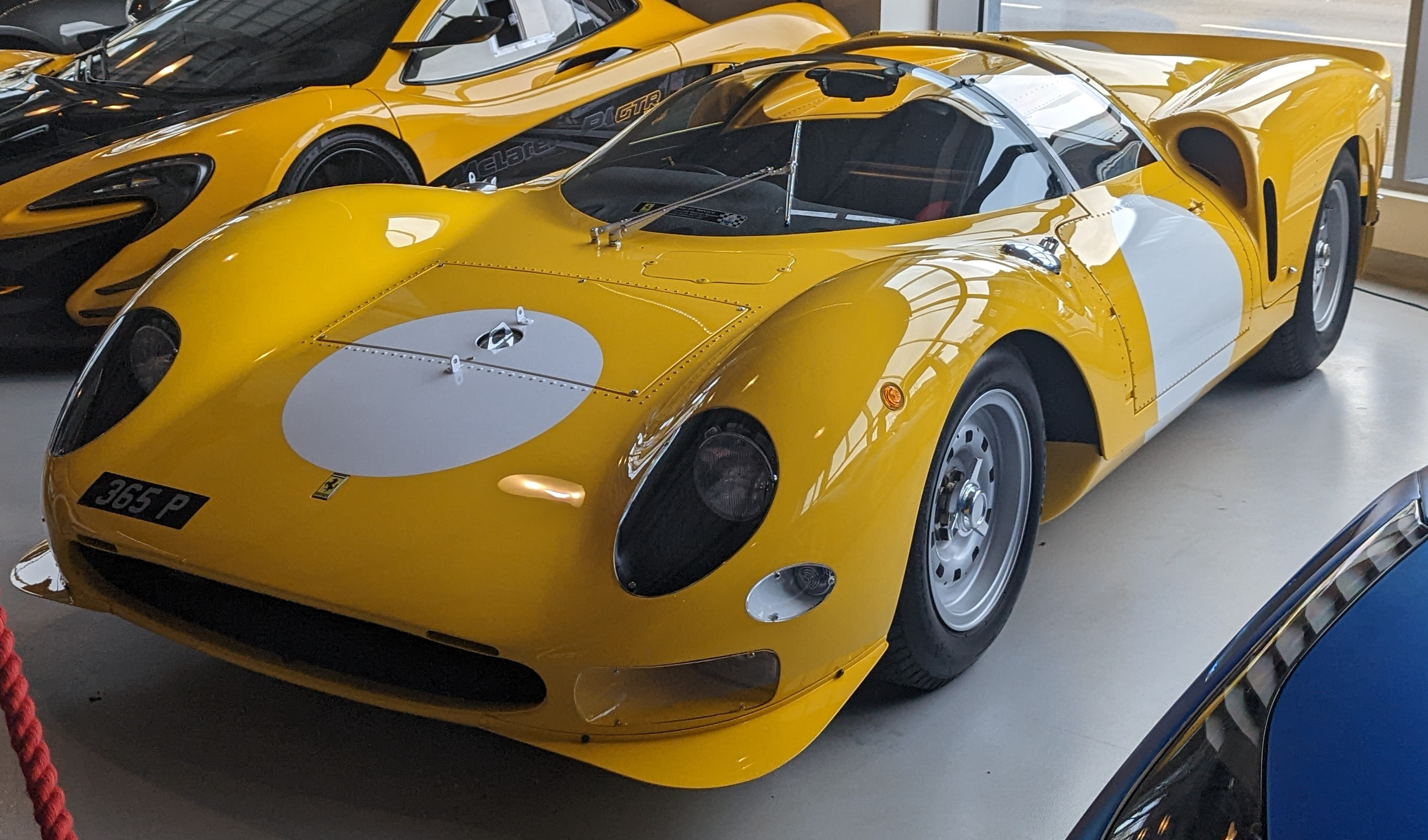
Une 365 P2 à la concession Joe Macari, à Londres.

En 1965 Ferrari construit une version client de voitures P2. Elles sont équipées d'un moteur de 4,4 L et nommées 365 P2. En 1966, Ferrari améliore les 365 P2 avec une nouvelle carrosserie par Piero Drogo.

## 412 P
La Ferrari 412 P est une version-client de la 330 P3, construite pour les équipes privées comme le NART (0844), la Scuderia Filipinetti (0848), Francorchamps (0850) et Maranello Concessionnaires (0854). Ces voitures étaient équipées de moteur à carburateurs au lieu des injecteurs Lucas des voitures d'usine.
Seules deux voitures (no  de châssis 0850 et 0854) sont construites d'origine comme des 412 P. Elles sont dotées d'un châssis de P3, d'un moteur type P3 avec des carburateurs à la place des injecteurs, de suspensions P4 avec un empattement de P3 : 2 412 mm contre 2 400 mm (P4 et P3/4 0846).
Les 0844 et 0848 étaient quant à elles à l'origine des P3 de l'équipe de course officielle. Quand la Scuderia Ferrari les a vendues, elle a remplacé les injecteurs Lucas par des carburateurs Weber qui ont réduit leur rendement : Ferrari voulait bien qu'elles gagnent des points au championnat constructeur mais ne battent pas ses voitures d'usine (P3/4 no 0846 et les P4 no 0856, no 0858, et no 0860).
Les P3 et les 412 P possèdent le même bloc moteur de 4 litres (différent du bloc de 4 L de la P4) et un châssis P3. La P3/4 no 0846 est un modèle unique qui, après modification par Ferrari pour la saison 1967, possède un châssis P3 avec un moteur P4.
Les 412 P, la 330 P3/4, et les 330 P4, toutes équipées de moteurs de 4 litres, n'étaient plus à même de disputer les grandes courses comme le Mans après 1967. De plus, Ferrari n'a pas produit suffisamment d'exemplaires de 412 P, de 330 P3/4, ou de P4 pour s'engager en catégorie Sport 5 000 cm3 (qui exige la production d'au moins 25 voitures identiques). Le nombre réduit de 412 P, de 330 P3/4, et de P4 a signifié qu'elles étaient encore classés en tant que « prototypes » et a eu pour conséquence leur retrait de la compétition parce que la cylindrée du moteur dans cette classe a été limitée à trois litres.
Quatre 412 P ont été construites (voir par exemple Piper pour ses succès et podiums en 1968):
- 0844 qui est une P3 convertie
- 0848 qui est une P3 convertie
- 0850
- 0854

## 330 P3/4 et P4
1967 voit la dernière évolution des 330 P. Avec trois soupapes par cylindre empruntées aux moteurs victorieux des Grands Prix de Formule 1 et alimenté par le système d'injection P3, la puissance des moteurs atteint les 450 ch.
Les 330 P4 électrisent le monde de la course automobile quand une P3/4, une P4 et une 412 P passent la ligne d'arrivée en première, seconde et troisième position aux 24 Heures de Daytona 1967, ce triplé devenant le symbole de victoire contre les Ford GT40.
Une seule 330 P3/4 et trois 330 P4 ont été construites au total :
- 0846 (détruite)
- 0856
- 0858
- 0860

Ferrari a autorisé David Piper à construire des répliques « officielles » des 330 dans les années 1960 :
- 0900/0900a, etc.

Depuis octobre 2000, plusieurs composants de la P3/4 no 0846 ont refait surface en la possession d'un collecteur de voitures américain, James Glickenhaus, un ancien réalisateur de cinéma et magnat des valeurs boursières. Bien que David Piper (à qui il a acheté la voiture) et lui-même aient pensé qu'elle était l'un de quatre châssis des répliques construites avec la bénédiction d'Enzo Ferrari vers la fin des années 1960, il s'avère que presque tout le châssis tubulaire et quelques autres composants de la P3/4 détruite ont été employés dans cette voiture. Cette découverte invraisemblable a suscité  de nombreuses controverses parmi des fervents de Ferrari, et la Scuderia Ferrari est incapable ou peu disposée à identifier officiellement la voiture, excepté pour noter que leurs enregistrements sont détruits. Cette armature tubulaire semble être un P3 modifié pour tenir un moteur P4, comme c'était le cas pour la 0846 exclusivement, et les dommages de deux accidents de courses contemporaines apparaissent bien sur l'armature. La transmission de la voiture, les culasses du moteur, et le support de direction incluent également des marquages de contrôles du Mans, les liant à la P3 0846 et à la P3/4 0846 de 1966 et de 1967. La  P3/4 a été très endommagée dans un accident au Mans et a été démantelée par Ferrari.
En raison de sa grande renommée et son esthétique, plus d'une centaine de répliques de P4 de conceptions et de qualité diverses ont été construites. Une réplique de P4 de haute qualité établie avec un véritable moteur Ferrari (par exemple un 400i V12) peut être commandée pour au 200 000 dollars[Où ?], mais les plus simples (souvent avec des moteurs Rover et des boîtes de vitesses Renault) peuvent être vendues pour 50 000 dollars[Où ?].[réf. nécessaire] Rod Tempero, un restaurateur et fabricant de voitures classique néo-zélandais, s'est spécialisé dans la fabrication de copies de modèles historiques prestigieux comme les Jaguar Type C, Ferrari 250 GTO 1962 , P4  et autres Aston Martin DB4 GT Zagato. Le moteur et le châssis de la P4 sont de véritables modèles Ferrari avec leur numéro de série, alors que le reste de la voiture est entièrement refabriqué aux côtes constructeur selon des méthodes classiques, de la carrosserie formée à la main dans des tôles d'aluminium en passant par les jantes. La fabrication d'un tel modèle prend entre deux ans et demi et trois ans avec un prix oscillant entre 350000 et 1 million de dollar .

## 312 P
Après avoir boycotté les sports-proto en 1968 pour protester contre le changement de règlement, Ferrari construit un nouveau prototype 3 L en 1969 appelé 312 P. Les 312 P Barchetta et 312 P Berlinetta sont à peine plus que des Ferrari 312 (Formule 1 de 3 L) recarrossées en proto. Aux 12 Heures de Sebring, la Barchetta finit seconde derrière la Ford GT40 de JWA Gulf. Aux 500 miles de Brands Hatch, la même Barchetta est quatrième derrière trois Porsche 908-01. Aux 1 000 kilomètres de Monza, Chris Amon réussit la pole position avec la Barchetta, devant  la 908-01 de Jo Siffert, mais doit se retirer en course. Aux 1 000 kilomètres de Spa, une 312 P est seconde derrière la 908-01LH de Siffert-Redman. Au Mans, deux Berlinetta, cinquième et sixième sur la grille de départ, abandonnent (chassis n° 872 avant la fin du premier tour, en percutant les débris de la Porsche 917 de John Woolfe, et chassis n° 870 après 16h de course). À la fin de la saison 1969, les 312 P sont vendues à la NART, l'importateur Ferrari américain Luigi Chinetti.

## 512 S et 512 M

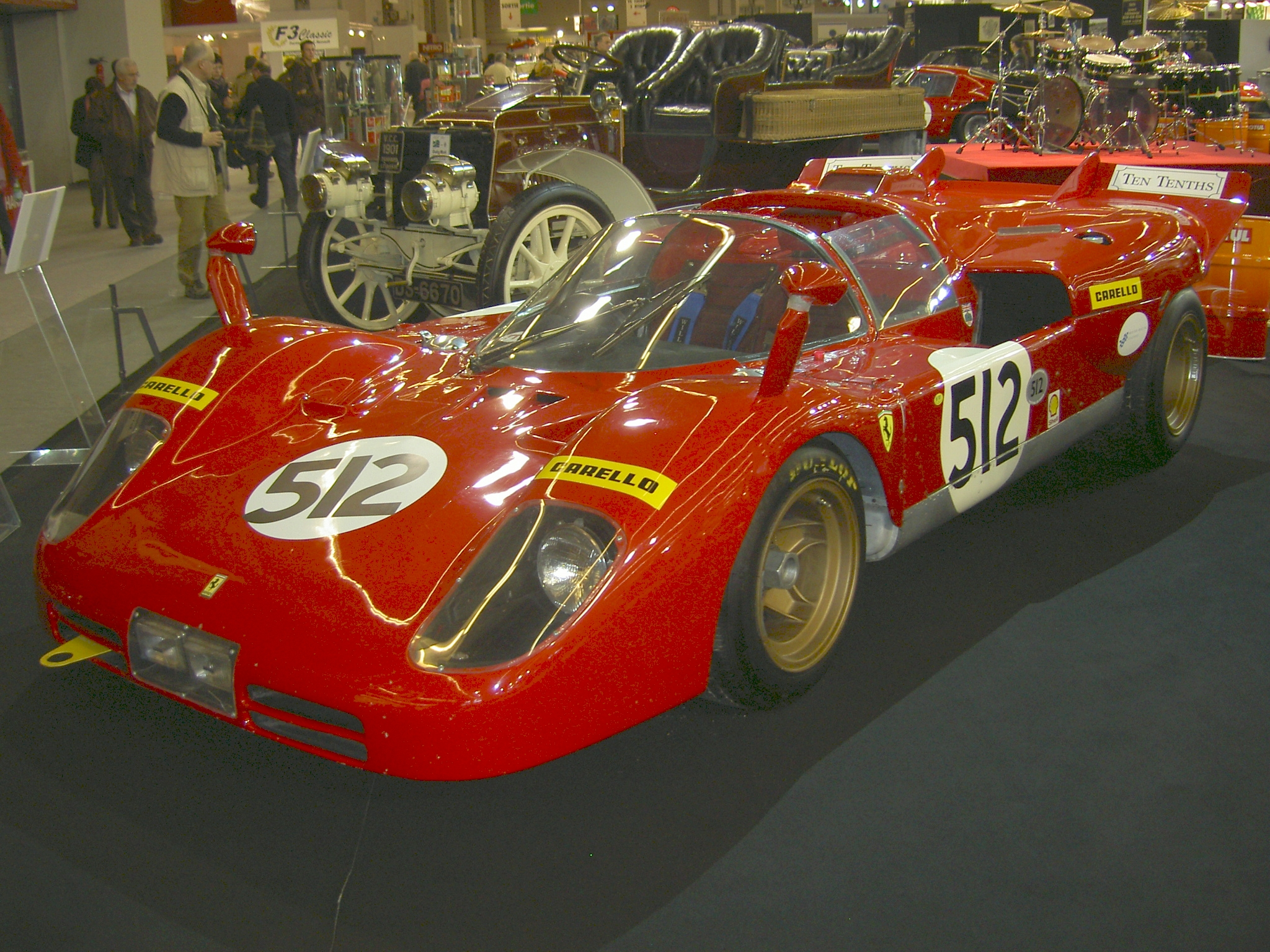
Ferrari 512 S.

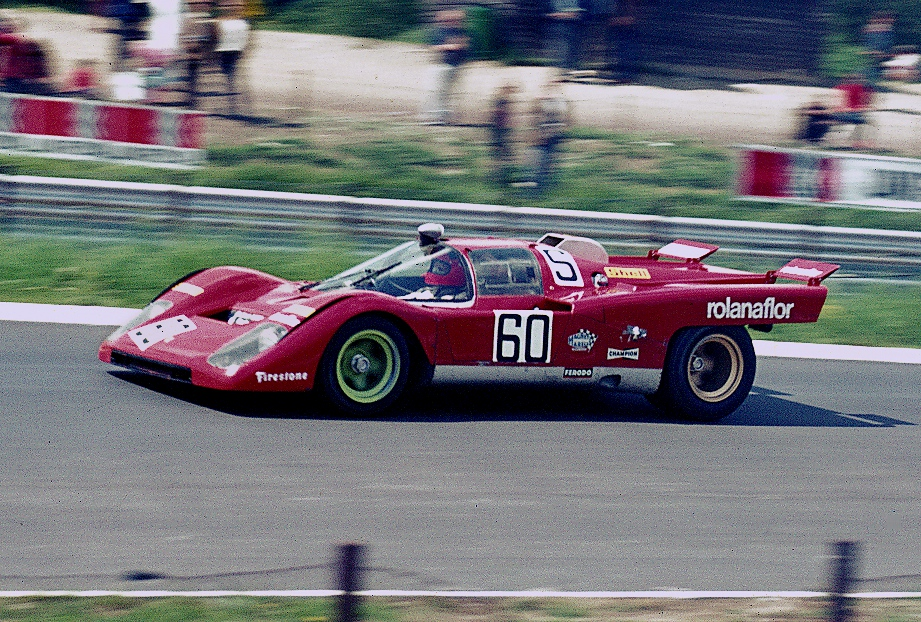
Ferrari 512 M.

Ces prototypes ne sont pas désignés avec un « P » car elles n'ont pas été construites pour la catégorie des prototypes de 3 000 cm3, mais avec un « S » pour les voitures inscrites en catégorie Sport de 5 000 cm3. Porsche avait fait ce choix d'engagement début 1969 avec sa  nouvelle Porsche 917, et Ferrari répond avec la 512 S présentée en 1970 avec un V12 à double arbre à cames en tête et une culasse à 48 soupapes développant 550 ch, avec un succès mitigé.
Vingt-cinq exemplaires seulement sont construits afin de répondre à la réglementation pour une homologation en catégorie Sport. Quelques mois plus tard, les 512 S sont modifiées en 512 M (pour Modificato), moins lourdes, plus aérodynamiques et plus puissantes avec 640 ch, toujours sans franc succès.

### Palmarès des 512
S (voir article dédié)

M
- 9 Heures de Kyalami 1970 (Ickx / Giunti)
- Coupes du Benelux 1971 (de Fierlandt)
- Grand Prix du Japon Sport 1971 (Young)
- 12 Heures de l'Équateur 1971 (Young / Adamowicz)
  - 2e du Tour de France automobile 1971 (Juncadella / Guénard / Jabouille)
  - 3e des 24 Heures de Daytona 1971 (Donohue / Hobbs)
  - 3e des 24 Heures du Mans 1971 (Posey / Adamowicz)
  - 3e des 500 kilomètres d'Interlagos (H. Müller)

## 312 PB

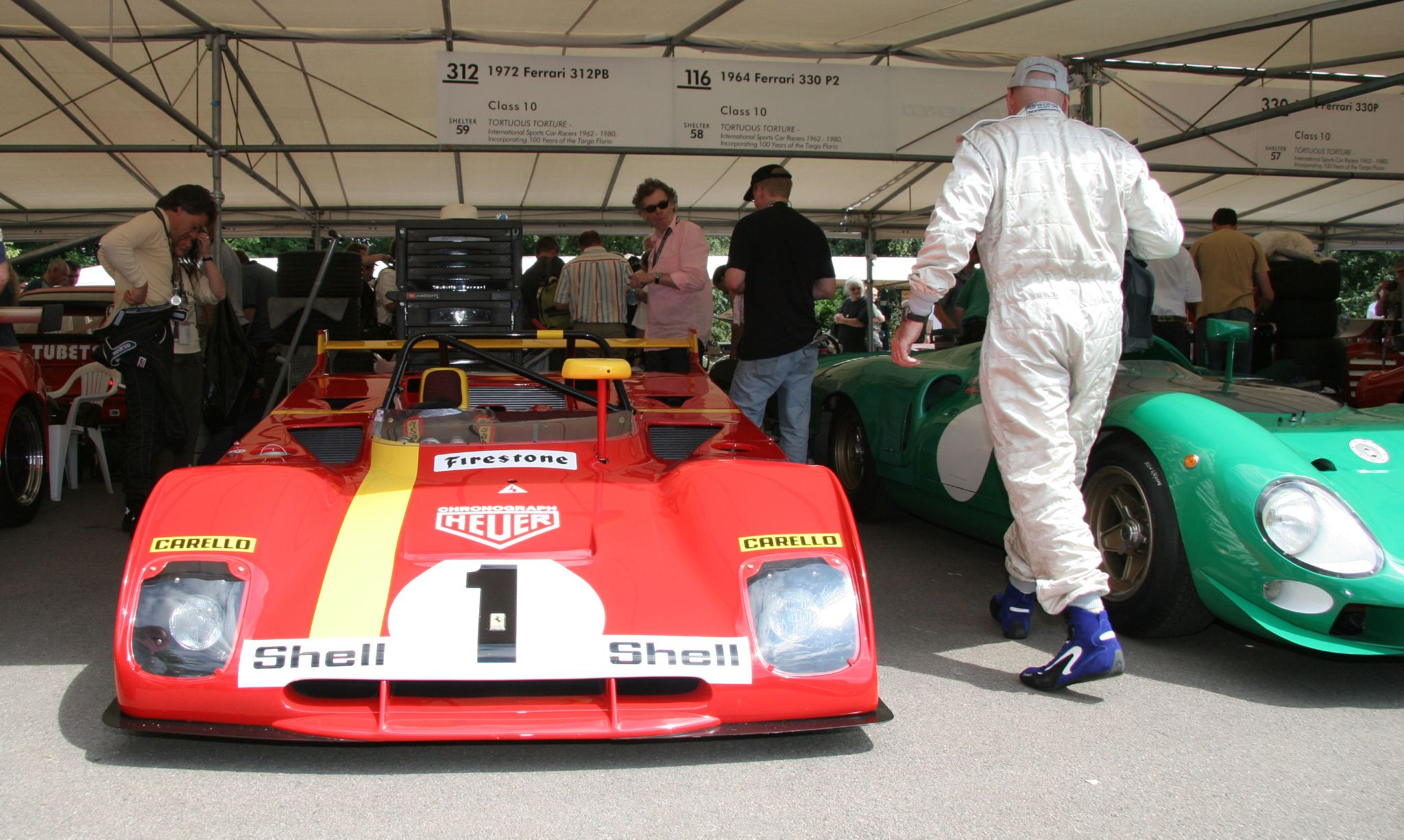
Ferrari 312 PB de 1972.

En 1971, un changement de règlement est annoncé pour 1972 qui conduit Ferrari à abandonner le développement des 512 afin de se polariser sur un nouveau prototype 3 L extrapolé de la 312 B de Formule 1 (1, 2, 3, et déclinée ultérieurement en T 1, 2, 3, 4, 5 jusqu'en 1980).
Cette Ferrari 312 PB qui dispose d'un moteur 12 cylindres boxer est très réussie et gagne toutes les courses (exception faite des 24 Heures du Mans) du championnat du monde des voitures de sport (le WSC) dans laquelle elle est engagée. Ferrari n'a pas voulu s'engager au Mans car le bloc moteur dérivé de la Formule 1 n'était pas fiabilisé pour une aussi longue épreuve.
Trois 312 PB sont présentes aux 24 Heures du Mans 1973, mais une seule termine l'épreuve (en deuxième position derrière une Matra). À la fin de la saison 1973, après une deuxième place également au WSC derrière Matra, Ferrari abandonne les courses de voitures de Sport-Prototypes afin de se concentrer en Formule 1.

## 333 SP
De 1993 à 2002, la Ferrari 333 SP a été construite pour le compte de clients Ferrari. Elle n'a jamais pris part à une compétition pour la Scuderia Ferrari.
Elle a notamment remporté les 24 Heures de Daytona et les 12 Heures de Sebring.

## 499P
En 2023, après avoir été annoncée en janvier 2021, la Ferrari 499P fait ses débuts aux 1 000 Miles de Sebring dans la catégorie Hypercar, amorçant le retour du cheval cabré dans la discipline reine de l'endurance mondiale. Elle remporte les 24 Heures du Mans en 2023, 2024 et 2025.